# 266e division d'infanterie
Pour les articles homonymes, voir 266e division.
La  266e division d'infanterie (en allemand : 266. Infanterie-Division) est une des divisions d'infanterie de l'armée allemande (Wehrmacht) durant la Seconde Guerre mondiale.

## Historique
La 266.Infanterie-Division a été formée le 20 mai 1943 au Centre de formation des troupes de Münsingen dans le Wehrkreis V de Stuttgart. La division a été formée en tant que division d'occupation statique.
Peu de temps après sa formation, la 266.Infanterie-Division est transféré en France où elle prend position le long de la côte nord de Bretagne. Toujours en position le 6 juin 1944, la division n'est pas directement impliquée dans les combats du jour J mais un Kampfgruppe mobile est formé composé de membres du personnel du I. et II./Grenadier-Regiment 897, et de diverses unités de soutien d'artillerie, qui sont envoyés en avant pour atteindre le front le 23 juin, où elle a probablement combattu aux côtés de la 352.Infanterie-division. Comme les forces alliées ont poussé plus loin leurs têtes de pont de la Normandie, les éléments de la 266.Infanterie-division sont envoyés sur le front pour soutenir la garnison de Saint-Malo, un port français déclaré forteresse par le haut commandement allemand et a ordonné d'être défendu jusqu'au dernier.
Dans la deuxième semaine du mois d'août, les éléments restants de la 266. Infanterie-Division commencent à se replier de leur position dans le nord vers le port Forteresse, encore plus vital, de Brest, au sud. Alors en route vers Brest, elle trébuche comme la 6e division blindée américaine (6th Armored Division), qui avait fait un bond à travers la Bretagne et était prête à l'entrée dans Brest. La 6e division blindée est rapidement redirigée et une bataille s'ensuit le 9 et 10 août autour de Plouvien, Kerdalaës et Lannaneyen. Au sud, un Kamfgruppe formé par le général Hermann-Bernhard Ramcke se fraye un chemin à l'extérieur de Gouesnou pour une tentative de liaison avec la division en difficulté, mais n'arrive pas à forcer un couloir. Pendant les combats, les unités de ces deux divisions se sont entremêlées entraînant la capture du commandant de la 266. Infanterie-Division, le Generalleutnant Karl Spang. La 6e division blindée écrase la 266.Infanterie-division, de manière efficace pour la rendre inapte au combat. Divers survivants et traînards réussissent à trouver leur chemin vers Brest et continueront à tenir jusqu'au 19 septembre quand la forteresse de Brest sera finalement tombé.

## Crimes de guerre
Des soldats du Artillerie-Regiment 266 et du Ostbataillon 629 ont pris part à l'assassinat de 25 civils à Saint-Pol-de-Léon le 4 août 1944 en représailles de la capture de soldats allemands par les partisans français qui ont mis les captifs dans le village.

## Commandement
| Début         | fin         | Grade           | Commandant |
| ------------- | ----------- | --------------- | ---------- |
| 1er juin 1943 | 8 août 1944 | Generalleutnant | Karl Spang |

## Organisation
| Date           | Armeekorps          | Armee    | Heeresgruppe | Position   |
| -------------- | ------------------- | -------- | ------------ | ---------- |
| 1943           |                     |          |              |            |
| Juillet        |                     |          |              | Münsingen  |
| Août           | LXXIV               | 7. Armee | D            | Bretagne   |
| 1944           |                     |          |              |            |
| Janvier        | LXXIV               | 7. Armee | D            | Bretagne   |
| Mai            | LXXIV               | 7. Armee | B            | Bretagne   |
| Juillet (Div.) | LXXIV               | 7. Armee | B            | Bretagne   |
| Juillet (Kgr.) | II. Fallschirmkorps | 7. Armee | B            | Saint-Malo |
| Août           | LXV                 |          | B            | Bretagne   |

## Zone d'opérations
- Allemagne : juin 1943 - juillet 1943
- France : juillet 1943 - août 1944

## Ordre de bataille
1943
- Grenadier-Regiment 897
- Grenadier-Regiment 898
- Grenadier-Regiment 899
- Artillerie-Regiment 266
- Pionier-Bataillon 266
- Nachrichten-Abteilung 266
- Sanitäts-Abteilung 266
- Feldpostamt 266
- Nachschubführer 266
- Feldersatz-Bataillon 266

1944
- Grenadier-Regiment 897
- Grenadier-Regiment 899
- Artillerie-Regiment 266
- Pionier-Bataillon 266
- Nachrichten-Abteilung 266
- Sanitäts-Abteilung 266
- Feldpostamt 266
- Nachschubführer 266
- Feldersatz-Bataillon 266